# ROKS Yun Bong-gil
Le ROKS Yun Bong-gil (SS-077) est un sous-marin de la marine de la république de Corée, le cinquième navire de la classe Sohn Won-yil. Il porte le nom du militant indépendantiste coréen Yoon Bong-gil.

## Conception
Les médias rapportent que les sous-marins de classe Sohn Won-yil sont équipés de huit tubes lance-torpilles de 533 mm et que la Corée du Sud montera dessus un missile coréen de type Tomahawk, le Hyunmoo-3, d’une portée de 500 km. On dit qu’ils développent également des versions avec une portée de 1000 km et 1500 km, mais il n’y a aucune confirmation si cette version pouvait être montée sur un tube lance-torpilles de 533 mm. À l’origine, le missile américain Tomahawk a été conçu pour être lancé à partir d’un tube lance-torpilles de 533 mm. La Corée a également récemment réussi à le géolocaliser.
Le missile Chonryong d’une portée de 500 km a été installé dans la classe Sohn Won-yil. Il a été déployé et est en service.
L’Allemagne, qui a exporté la classe Sohn Won-yil (type 214), utilise un sous-marin de type 212 qui utilise le même système AIP avec un déplacement identique. Il a une portée de 20 km et est équipé de quatre tubes lance-torpilles de 533 mm. Il est capable de faire face à des cibles aériennes, de surface et sous-marines.

## Carrière
Le ROKS Yun Bong-gil a été construit par Hyundai Heavy Industries, lancé le 3 juillet 2014 et mis en service le 20 juin 2016,.
En février 2022, la marine de la république de Corée a annoncé que des défauts majeurs avaient été constatés dans trois des neuf sous-marins de la classe Sohn Won-yil : les ROKS Sohn Won-yil, Yun Bong-gil et ROKS Yoo Gwan-soon, respectivement les premier, cinquième et sixième bateaux de la classe. Les défauts se situent dans les câbles du module onduleur, l’un des composants centraux du système de propulsion. Chacun des sous-marins concernés devra subir une révision complexe qui l’immobilisera au moins quatre mois. Pour aggraver les choses, les modules onduleurs sont produits par Siemens et ils ne peuvent pas être réparés dans les chantiers navals coréens, en raison d’obstacles juridiques concernant le transfert de technologie et la propriété intellectuelle. Les pièces devront donc être expédiées en Allemagne pour réparation. Le voyage aller-retour ayant une durée de deux mois, cela entraînera l’immobilisation de chaque sous-marin pendant au moins six mois. Siemens a remporté le contrat de 7,1 milliards de wons coréens (6 millions de dollars) pour effectuer les réparations sur les trois sous-marins. Les travaux sur le ROKS Sohn Won-yil ont commencé en janvier 2022.